# Tschhe
Tschhe (Sindhi ڇي čhē; ڇ) ist der 15. Buchstabe des erweiterten arabischen Alphabets des Sindhi. Tschhe besteht aus einem Tsche (چ) mit einem zusätzlichen vierten diakritischen Punkt unterhalb des Zeichens.
In der arabischen Schrift des Sindhi steht Tschhe für die aspirierte stimmlose postalveolare Affrikate [t͡ʃʰ] und ist somit das aspirierte Gegenstück zum Tsche. Das Äquivalent zum Tschhe ist im Devanagari des Sindhi das Zeichen छ, in lateinischen Umschriften wird Tschhe mit tschh, ch, chh oder čh wiedergegeben.
Das Zeichen ist im Unicodeblock Arabisch als Tcheheh am Codepunkt U+0687 und im Unicodeblock Arabische Präsentationsformen-A an den Codepunkten U+FB5E bis U+FB61 kodiert.
| Unicode-Codepoint | Unicode-Name                        | Zeichen |
| ----------------- | ----------------------------------- | ------- |
| U+0687            | ARABIC LETTER TCHEHEH               | ڇ       |
| U+FB7E            | ARABIC LETTER TCHEHEH ISOLATED FORM | ﭾ       |
| U+FB7F            | ARABIC LETTER TCHEHEH FINAL FORM    | ﭿ       |
| U+FB80            | ARABIC LETTER TCHEHEH INITIAL FORM  | ﮀ       |
| U+FB81            | ARABIC LETTER TTEHEH MEDIAL FORM    | ﮁ       |